# Jacques Villeret
Jacques Villeret (6 de fevereiro de 1951 - 28 de janeiro de 2005) foi um ator francês.